# Аварія на Першій Фукусімській АЕС
Аварія на АЕС у префектурі Фукусіма (2011) — радіаційна аварія, яка за заявою японських авторитетних осіб має 7-й рівень за шкалою INES, з локальними наслідками. Виникла внаслідок найдужчого за час спостереження землетрусу в Японії.
Це була найтяжча ядерна аварія з часів Чорнобильської катастрофи 1986 року. Вона була класифікована як 7 рівень за Міжнародною шкалою ядерних подій (INES), після того як спочатку була класифікована як рівень 5, приєднавшись до Чорнобиля як єдиної іншої аварії що отримала таку класифікацію. Хоча вибух 1957 року на російському об'єкті «Маяк» (Киштимська аварія), був другим за рівнем радіоактивності, INES ранжує надзвичайні події за впливом на населення, тому Чорнобиль (335 000 людей евакуйовано) і Фукусіма (154 000 евакуйованих) посідають вищі місця, порівняно з 10 000 відселеними з території Маяка — сільської місцевості Південного Уралу.
Причиною аварії стали землетрус і цунамі Тохоку у п'ятницю, 11 березня 2011 року. Виявивши землетрус, активні реактори автоматично припиняють свої звичайні реакції поділу, що генерують електроенергію. Через ці зупинки та інші проблеми з електропостачанням реакторів, вимкнули електроенергію й їх аварійні дизель-генератори автоматично запустилися. Важливо, що вони були потрібні для забезпечення електроенергією насосів, які прокачували теплоносій крізь активну зону реакторів. Ця постійна циркуляція була життєво важливою для видалення залишкового тепла розпаду, яке продовжує вироблятися після припинення реакції поділу. Однак землетрус також спричинив цунамі висотою 14 метрів, яке прибуло невдовзі після цього і прокотилося дамбою станції, а потім затопило нижні частини реакторів 1—4. Це затоплення спричинило вихід з ладу аварійних дизель-генераторів та втрату живлення циркуляційними насосами. Внаслідок цього, припинення охолодження активної зони реактора, призвело до трьох ядерних розплавів, трьох водневих вибухів і викиду радіоактивного забруднення на блоках 1, 2 і 3 в проміжок з 12 по 15 березня. Басейн відпрацьованого палива раніше зупиненого реактора 4, підвищився 15 березня через тепло розпаду від нещодавно доданих відпрацьованих паливних стрижнів, але не википів достатньо, щоби відкрити паливо. Зовнішнє електропостачання атомної станції було відновлено лише через 9 діб.
Протягом кількох днів після аварії радіація, випущена в атмосферу, змусила уряд оголосити дедалі більшу зону відселення навколо станції, що досягла меж евакуації радіусом 20 км. Загалом, близько 154 000 жителів були евакуйовані з населених пунктів, навколо станції, через підвищення рівня іонізуючого випромінювання за межами території, викликаного радіоактивним забрудненням повітря від пошкоджених реакторів.
Велика кількість води, забрудненої радіоактивними ізотопами, була випущена в Тихий океан під час і після катастрофи. Мічіо Аояма, професор радіоізотопної геонауки Інституту радіоактивності навколишнього середовища, підрахував, що під час аварії в Тихий океан було викинуто 18 000 терабеккерелів (ТБк) радіоактивного цезію-137, а 2013 року 30 гігабекерелів (ГБк) цезію-137 було викинуто в Тихий океан, що відбувалося щодня. З тих пір оператор станції побудував нові стіни вздовж узбережжя і створив 1,5 км «крижану стіну» із замерзлої землі, щоби зупинити потік забрудненої води.
Попри те, що тривають суперечки щодо наслідків катастрофи для здоров'я, у доповіді Наукового комітету ООН з впливу атомної радіації (UNSCEAR) та Всесвітньої організації охорони здоров'я за 2014 рік, передбачалася відсутність збільшення кількості викиднів, мертвонароджених або фізичних та психічних порушень у дітей, народжених після аварії. Згідно з даними UNSCEAR, евакуація та укриття для захисту населення значно зменшили потенційне радіаційне опромінення в 10 разів. Поточна програма інтенсивного очищення як для знезараження постраждалих територій, так і для виведення з експлуатації станції, триватиме від 30 до 40 років після катастрофи, за оцінками керівництва.
5 липня 2012 року Національна комісія Японії з незалежного розслідування ядерної катастрофи на Фукусімі (NAIIC) виявила, що причини аварії були передбачуваними, і що оператор станції, Tokyo Electric Power Company (TEPCO), не дотримався елементарної безпеки — таких вимог, як оцінка ризику, підготовка до стримування побічної шкоди та розробка планів евакуації. На зустрічі у Відні через три місяці після катастрофи, Міжнародне агентство з атомної енергії звинуватило в слабкому нагляді з боку Міністерства економіки, торгівлі та промисловості, заявивши, що міністерство зіткнулося з притаманним конфліктом інтересів, оскільки урядове агентство, відповідальне як за регулювання так і за сприяння атомній енергетиці. 12 жовтня 2012 року TEPCO вперше визнала, що не вжила потрібних заходів, боячись подань судових позовів чи протестів проти своїх атомних станцій.

## Перебіг подій

### 11 березня
11 березня 2011 року на Першій Фукусімській АЕС три робочі енергоблоки були зупинені дією аварійного захисту, проте було перервано електропостачання (у тому числі від резервних дизельних електростанцій), необхідне для відводу залишкового енерговиділення реактора.

### 12 березня
О 7:00 було оголошено евакуацію населення з 10-кілометрової зони навколо АЕС.

Вибух у першому енергоблоці АЕС

О 15:36 стався вибух на першому енергоблоці АЕС, у результаті зруйнувалася частина бетонних конструкцій. Причина вибуху — утворення водню внаслідок падіння рівня води в реакторі і перегріву активної зони. Корпус реактора не постраждав, зруйновано зовнішню оболонку блоку із залізобетону. Чотири людини, які брали участь у роботах на станції, отримали поранення і були направлені в лікарні.
12 березня у взятих пересувними лабораторіями за територією проммайданчика АЕС пробах був виявлений цезій, що могло говорити про негерметичність оболонок частини ТВЕЛів (тепловидільних елементів), але кількісних даних не було наведено.
Об 11:20 стало відомо, що Генеральний секретар уряду Японії підтвердив інформацію про витік радіації. Масштаби витоку не уточнювалися.
Генеральний секретар кабінету міністрів Юкіо Едано підтвердив інформацію, що під час вибуху була зруйнована зовнішня бетонна стіна будівлі реакторного відділення, а внутрішня сталева непроникна оболонка не була пошкоджена. Таким чином, за його словами, істотного викиду радіоактивних речовин не сталося. Юкіо Едано також заявив, що з метою охолодження реактору прийнято рішення заповнити його гермооболонки морською водою. Операція із закачування води триватиме від п'яти до десяти годин. З приводу причин вибуху Юкіо Едано заявив, що в міру падіння рівня охолоджувальної води утворювався водень, який, просочуючись у простір між бетонною стіною і сталевою оболонкою, змішувався з повітрям, що і призвело до вибуху.
Рівень радіації на межах проммайданчика станції, відразу після вибуху досяг 1015 мікрозіверт/год, через 4 хвилини — 860 мікрозіверт/годину, за 3 години 22 хвилини — 70,5 мікрозіверта/год.

### 13 березня
13 березня Уряд Японії поінформував про складне становище на блоці № 3 — вийшла з ладу система його аварійного охолодження, яка повинна була запрацювати у разі зменшення рівня теплоносія нижче певного значення. Були попередні дані, що ТВЕЛи по висоті частково перебували вище рівня води. Існувала загроза вибуху водню.
13 березня японські офіційні особи повідомили МАГАТЕ, що о 9:20 за місцевим часом почалося скидання тиску з гермооболонки 3-го блоку контрольованим випуском пари. У подальшому, через відсутність всіх можливостей охолодження реактора зсередини, почалася операція з закачування морської води в гермооболонки 3-го енергоблоку, для охолодження корпусу реактора зовні.

### 14 березня

Вибух у 3-му енергоблоці АЕС

14 березня о 11:04 два вибухи сталися один за одним на 3-му енергоблоці станції внаслідок скупчення водню під дахом реактора. Генеральний секретар уряду Японії повідомив, що реактор та його захисна оболонка не постраждали, проте агенція з питань ядерної безпеки Японії заявила, що поки не може відповісти чи супроводжувалися ці нові вибухи на АЕС викидом радіації. Від вибуху звалилося зовнішнє огородження 3-го енергоблоку і було пошкоджено стелю.
О 9:03 повністю відмовила система охолодження реактора № 2. Через нього також почали прокачувати морську воду, як це вже відбувалося з першим і третім реакторами. Поки що ці заходи не привели до бажаних результатів і стали, швидше за все, причиною вибухів. Експерти припускали, що принаймні в одному з реакторів, побудованих 40 років тому, почалося плавлення паливних елементів, і існувала відмінна від нуля ймовірність розвитку аварії у катастрофу.

### 15 березня

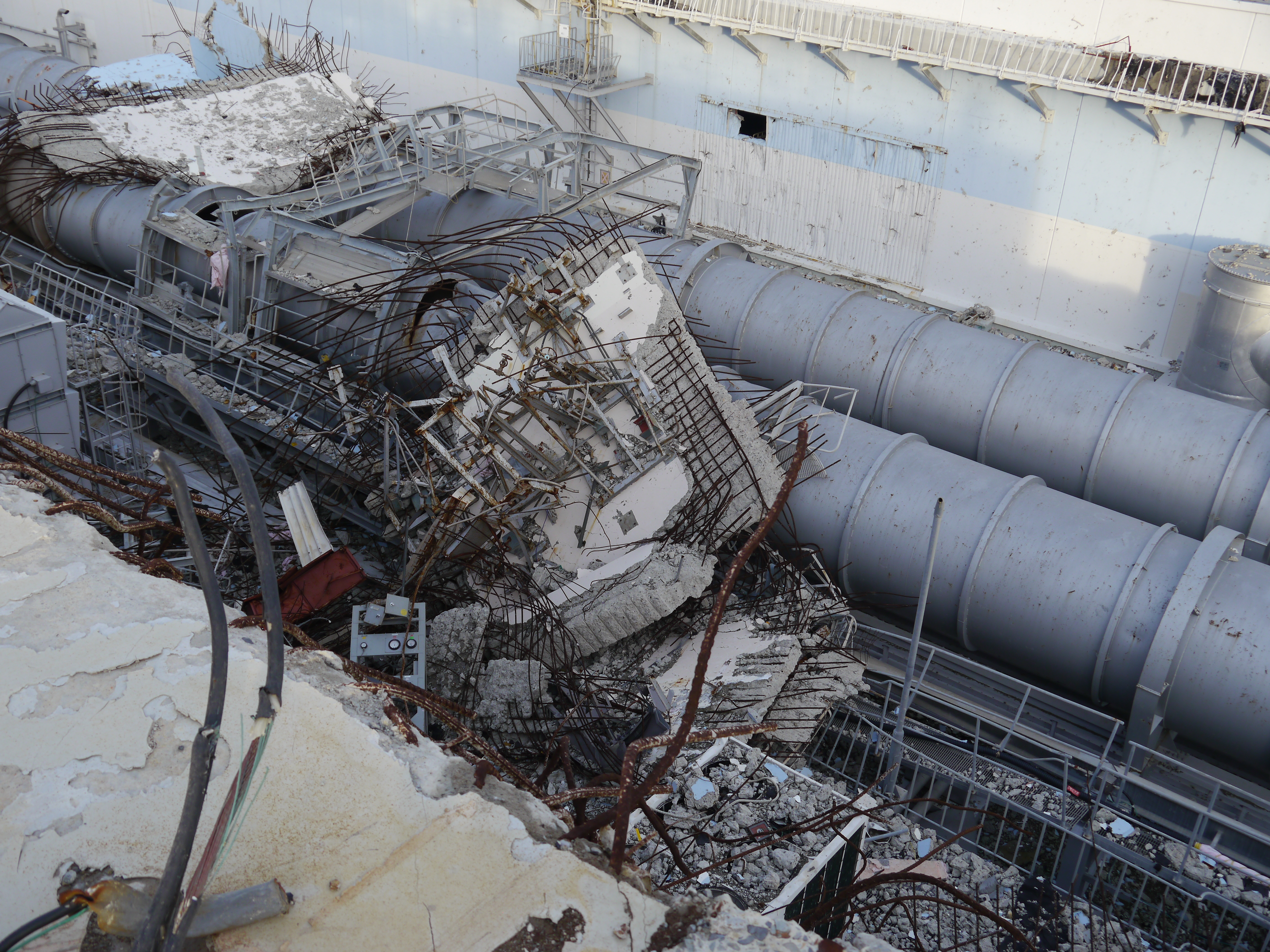
Наслідки вибуху на 4-му енергоблоці

Приблизно о 6:20 за місцевим часом стався вибух на четвертому блоці АЕС, проте через брак інформації керівництво не одразу зрозуміло, де саме стався вибух, вважаючи, що вибухнув другий енергоблок. Причиною вибуху, як і в попередніх випадках, стало скупчення водню, що потрапив системою вентиляції з третього блоку. Джерела водню на самому четвертому блоці не було.
В терміновому телезверненні до народу, прем'єр-міністр Японії Наото Кан повідомив, що близько 5 години ранку сталася пожежа на 4-му енергоблоці. Пожежу вдалося загасити, але через вибухи і пожежу, стався викид радіації. Пожежа була згашена протягом 2 годин. Він закликав населення, яке проживає в радіусі від 20 до 30 кілометрів від станції, не залишати свої будинки і зачинити вікна та двері.
Представник оператора станції — найбільшої в Японії енергетичної компанії «Токіо Електрик Пауер» — повідомив, що для охолодження аварійних реакторів в них продовжують закачувати морську воду.
|  | «Всі робітники, які не беруть участі в цій операції евакуйовані, - заявив Йосіда Каору. - Ми робимо все, що в наших силах, для забезпечення безпеки людей.» |

### 16 березня
Tokyo Electric Power Оператор АЕС повідомив, що паливні стрижні першого енергоблоку зруйновані на 70 відсотків, другого — на 33 відсотки. Рівень води в басейні з відпрацьованим паливом 4 енергоблоку різко впав, вода там практично закипіла. Управління з безпеки на ядерних і промислових об'єктах Японії підтвердило, що на четвертому блоці АЕС у басейні відпрацьованого ядерного палива, кипить вода.
О 5:45 ранку за місцевим часом співробітниками, що намагалися налагодити електропостачання, було помічено полум'я на розі будівлі енергоблоку 4. Через 30 хвилин розвідка персоналом не виявила ознак займання. Подати воду до енергоблоку 4 було неможливо через рівень випромінювання від блоку 3.
О 8:34 ранку за місцевим часом від блоку 3 стали підніматися клуби білого диму. Визначити причину не вдалося через відсутність необхідного персоналу та важкої радіаційної обстановки.
Єврокомісар з питань енергетики Гюнтер Етінгер назвав становище «апокаліпсисом», відзначивши, що місцева влада майже повністю втратила контроль за нею.
|  | «Ми говоримо про апокаліпсис,— заявив Етінгер.— Слово якнайкраще стосується цієї ситуації. Майже все вийшло з-під контролю. Я не відкидаю гіршого в найближчі години та дні». |

Рівень води в басейні витримки палива блоку 5, що впав до небезпечних величин, вдалося підняти. Планувалося подавання електроживлення від справного дизель-генератора 6-го блоку для вирішення цієї проблеми.
Влада Японії намагалася впоратися з надзвичайною подією на АЕС «Фукусіма-1». Однак високий рівень радіації на станції не дозволив використовувати військові вертольоти, які могли б скидати воду на зруйновані 12—15 березня енергоблоки. Мета подібних операцій — тимчасове охолодження тепловидільних елементів.

### 17 березня

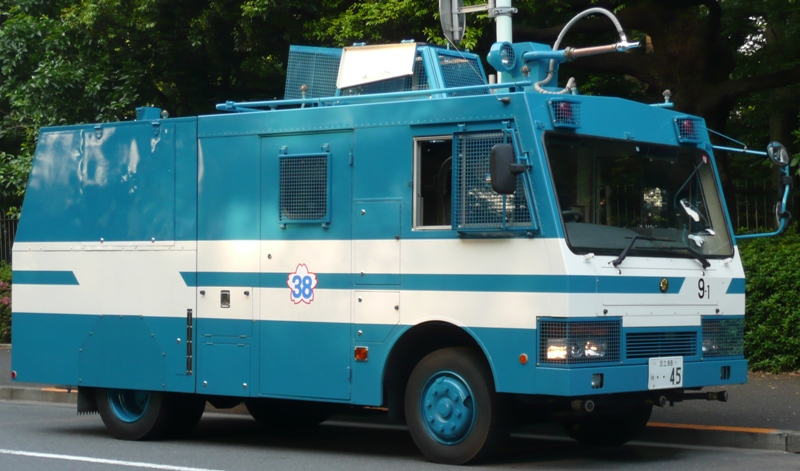
Водометна гармата національного поліцейського управління Японії

О 09:48 за місцевим часом, зважаючи на загрозу пошкодження відпрацьованого палива у басейнах витримки поруч з реакторами, почалася операція зі скидання на перегріті третій і четвертий реактори води. Всього за допомогою вертольотів Сил Самооборони Японії за чотири рейси було скинуто близько 30 тонн води, яка, за словами міністра оборони Тосімі Китадзави, потрапила до реакторів. Крім того для охолодження реакторів було використано близько 100 тонн води, з яких 30 тонн закачали п'ять спецмашин сил самооборони, а 40 тонн викинули водометні гармати спецмашин національного управління поліції.
У другій половині дня стало відомо, що басейн відпрацьованого палива у 4-му блоці був повний води, і всі паливні стрижні були покриті водою. Починаючи з 7 години вечора, поліція і пожежні машини намагалися під високим тиском залити воду до третього реактора. Для отримання зовнішнього джерела живлення, TEPCO почала прокладати силовий кабель між лінією передачі та другим енергоблоком. Операція тривала від 20:30 UTC.

### 18 березня

Посування на схід радіоактивно забруднених повітряних мас з Японії

Приблизно о 3:00 за місцевим часом (JST) Токійське пожежне управління направило тридцять пожежних машин з 139 пожежними і навчену команду рятівників. Зокрема від Сил Самооборони Японії приєдналася пожежна машина з 22-метровою пожежною драбиною. Виникли проблеми зі зміною напрямку вітру на північно-східний (раніше вітер був у бік моря). Другий день поспіль високі рівні радіації були виявлені в районі 30 км на північний захід від пошкодженої АЕС Фукусіма-1. Велися роботи з ремонту сітки електропостачання, яку використовував трансформатор на енергоблоці № 2. Випромінювання становило 150 мкЗв/год. Японська влада підвищила рівень аварії до 5-го.

### 19 березня
Друга група з 100 пожежних Токіо і 53 пожежних статті в Осака прямувала до АЕС Фукусіма-1 з метою приєднатися до операції по охолодженню реакторів. Використовувався спеціальний пожежний автомобіль, який може закачувати до 30 000 літрів води на висоту в 22 метри. Його використовують для розпорошування морської води над басейном зберігання відпрацьованого палива усередині 3-го реактора. Влада повідомила, що в будівлю під час 25-хвилинної операції з 0:45 по 1:10 рано вранці в суботу в цілому успішно закачали близько 60 тонн морської води.
Було проведено 11-годинну операцію з просвердлювання 7-сантиметрових отворів в дахах 5-го і 6-го енергоблоків. Її мета: запобігти скупченню водню. Відновлена робота 2-х резервних дизельних електростанцій енергоблоку № 6, що дозволило налагодити стабільне відведення залишкових тепловиділень від реакторів і басейнів витримки блоків 5 і 6. Енергоблок № 2 був увімкнений до зовнішньої лінії, велися роботи зі з'єднання його з іншими блоками.

## Стан реакторів
| Стан реакторів на 16:00 за місцевим часом 18 березня  | 1 | 2 | 3 | 4 | 5 | 6 |
| ----------------------------------------------------- | --- | --- | --- | --- | --- | --- |
| Потужність реактора (VDn)                             | 460/1380 | 784/2381 | 784/2381 | 784/2381 | 784/2381 | 1100/3293 |
| Тип                                                   | BWR-3 | BWR-4 | BWR-4 | BWR-4 | BWR-4 | BWR-5 |
| Становище на момент землетрусу                        | Робоче -> Вимкнутий | Робоче -> Вимкнутий | Робоче -> Вимкнутий | Відключений | Відключений | Відключений |
| Цілісність ТВЕЛ та активної зони                      | Порушено | Порушено | Порушено | Паливо вивантажене | Норма | Норма |
| Цілісність корпусу реактора                           | Невідомо | Невідомо | Невідомо | Норма | Норма | Норма |
| Цілісність гермооболонки                              | Норма | Можливі пошкодження | Можливо не пошкоджена | Норма | Норма | Норма |
| Система охолодження 1 (ECCS/RHR)                      | Не працює | Не працює | Не працює | Не потрібна | Не потрібна | Не потрібна |
| Система охолодження 2 (RCIC/MUWC)                     | Не працює | Не працює | Не працює | Не потрібна | Не потрібна | Не потрібна |
| Цілісність будови                                     | Пошкоджено | Незначні пошкодження | Пошкоджено | Пошкоджено | Норма | Норма |
| Рівень води в реакторі                                | Стрижні не покриті | Стрижні не покриті | Стрижні не покриті | Норма | Норма | Норма |
| Тиск в реакторі                                       | Стабільний | Невідомо | Стабільний | Безпечний | Безпечний | Безпечний |
| Тиск у гермооболонці                                  | Невідомо | Низький | Низький | Безпечний | Безпечний | Безпечний |
| Проливання морською водою реактора                    | Продовжується | Продовжується | Продовжується | Не потрібно | Не потрібно | Не потрібно |
| Проливання морською водою гермооболонки               | Продовжується | Вирішується потрібність | Вирішується потрібність | Не потрібно | Не потрібно | Не потрібно |
| Вентиляція гермооболонки                              | Тимчасово припинена | Тимчасово припинена | Тимчасово припинена | Не потрібно | Не потрібно | Не потрібно |
| Цілісність відпрацьованого палива у басейнах витримки | З'ясовується потрібність вливання води | Невідомо | Низький рівень води. Продовжується вливання | Низький рівень води. Готування до вливання води. Виділення водню з басейну | Не потрібно | Не потрібно |
| Вплив на навколишнє середовище                        | 646,2 мкЗв/год, о 11:00 за місцевим часом 17 березня | 646,2 мкЗв/год, о 11:00 за місцевим часом 17 березня | 646,2 мкЗв/год, о 11:00 за місцевим часом 17 березня | 646,2 мкЗв/год, о 11:00 за місцевим часом 17 березня | 646,2 мкЗв/год, о 11:00 за місцевим часом 17 березня | 646,2 мкЗв/год, о 11:00 за місцевим часом 17 березня |
| Зона евакуації                                        | 20 км | 20 км | 20 км | 20 км | 20 км | 20 км |
| Примітки                                              | Негайна загроза пошкодження палива в паливному басейні поза гермооболонкою на енергоблоці-1, 2,3 і 4. Операція по заповненню басейну водою проводиться с 17 березня в енергоблоці № 3. Для отримання зовнішнього джерела живлення, TEPCO прокладає силовий кабель між лінією передачі та енергоблоком. | Негайна загроза пошкодження палива в паливному басейні поза гермооболонкою на енергоблоці-1, 2,3 і 4. Операція по заповненню басейну водою проводиться с 17 березня в енергоблоці № 3. Для отримання зовнішнього джерела живлення, TEPCO прокладає силовий кабель між лінією передачі та енергоблоком. | Негайна загроза пошкодження палива в паливному басейні поза гермооболонкою на енергоблоці-1, 2,3 і 4. Операція по заповненню басейну водою проводиться с 17 березня в енергоблоці № 3. Для отримання зовнішнього джерела живлення, TEPCO прокладає силовий кабель між лінією передачі та енергоблоком. | Негайна загроза пошкодження палива в паливному басейні поза гермооболонкою на енергоблоці-1, 2,3 і 4. Операція по заповненню басейну водою проводиться с 17 березня в енергоблоці № 3. Для отримання зовнішнього джерела живлення, TEPCO прокладає силовий кабель між лінією передачі та енергоблоком. | Негайна загроза пошкодження палива в паливному басейні поза гермооболонкою на енергоблоці-1, 2,3 і 4. Операція по заповненню басейну водою проводиться с 17 березня в енергоблоці № 3. Для отримання зовнішнього джерела живлення, TEPCO прокладає силовий кабель між лінією передачі та енергоблоком. | Негайна загроза пошкодження палива в паливному басейні поза гермооболонкою на енергоблоці-1, 2,3 і 4. Операція по заповненню басейну водою проводиться с 17 березня в енергоблоці № 3. Для отримання зовнішнього джерела живлення, TEPCO прокладає силовий кабель між лінією передачі та енергоблоком. |

## Наслідки

### Постраждалі
За заявою офіційних осіб Японії, внаслідок вибуху один працівник станції отримав важкі поранення і помер, четверо доставлені в лікарню. Також постраждали два працівники підрядних організацій. Відомо про одного працівника станції, який отримав дозу опромінення 106 мілізіверт, що перевищує нормальну дозу, але нижче передбаченої МАГАТЕ для аварійних ситуацій. Продовжувало залишатися невідомим перебування ще двох робітників станції. Під час вибуху на третьому реакторі 14 березня 11 людей зазнали поранень, зокрема важких.

### В електроенергетиці
У Токіо багато потягів не ходили або були надовго затримані через перебої в подаванні електроенергії. Енергетична компанія Tokyo Electric Power повідомила, що очікує нестачу близько 25 відсотків потужностей, що вимагає вимкнень електрики. Від віялових вимкнень мало постраждати до 45 мільйонів осіб, вимкнення тривали до 8 квітня.

### Довкілля

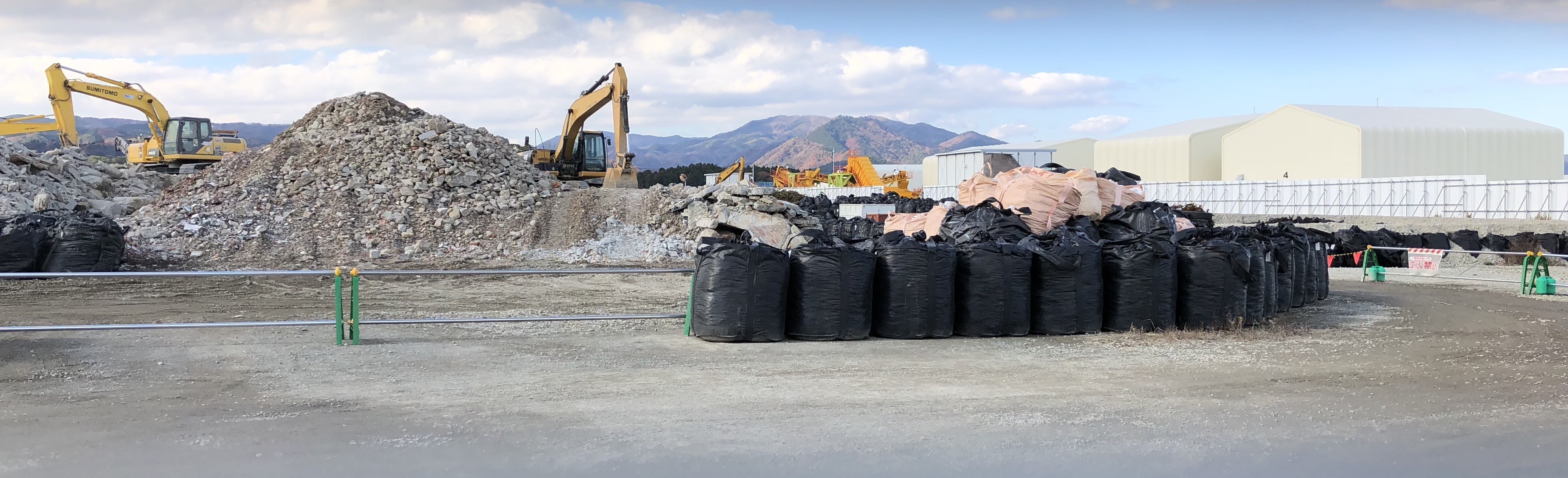
Збирання заражених уламків

У першій половині вересня 2011 року TEPCO оцінила викид радіоактивності приблизно в 200 МБк (мегабеккерелів).
Продуктовий ринок у Токіо був визнаний споживачами як безпечний.
За даними Французького Інституту радіологічного захисту та ядерної безпеки, викиди з Фукусіми представляють найбільші окремі океанічні викиди штучної радіоактивності, які коли-небудь спостерігалися. Узбережжя Фукусіми має одну з найдужчих у світі течій (течія Куросіо). Вона віднесла забруднені води далеко в Тихий океан, розсіюючи радіоактивність. Станом на кінець 2011 року вимірювання як морської води, так і прибережних відкладень показали, що наслідки для морського життя будуть незначними. Значне забруднення уздовж узбережжя поблизу станції цезію-134, може зберігатися через безперервне надходження радіоактивного матеріалу, що викидається в море поверхневими водами через забруднений ґрунт. Можлива наявність інших радіоактивних речовин, таких як стронцій-90 або плутоній, недостатньо вивчена. Останні вимірювання показують стійке забруднення деяких морських видів (переважно риби), виловлених уздовж узбережжя Фукусіми.
Вчені також виявили підвищені сліди радіоактивного ізотопу цезію-137 у вині, зробленому з виноматеріалу вирощеному на винограднику в долині Напа, Каліфорнія. Рівень радіоактивності був у пилу, рознесеному через Тихий океан.
Станом на березень 2012 року випадків радіаційних захворювань не зареєстровано. Експерти попереджували, що даних недостатньо, щоби зробити висновки про вплив на здоров'я. Мічіакі Кай, професор радіаційного захисту в Університеті медсестер і медико-санітарних наук Оіта, заявив: «Якщо поточні оцінки дози радіації правильні, (кількість смертей, пов'язаних з раком), швидше за все, не зросте».
У серпні 2012 року дослідники виявили, що 10 000 мешканців поблизу, зазнали впливу радіації менше 1 мілізіверта, що значно менше, за жителів Чорнобиля.
Станом на жовтень 2012 року, радіоактивність все ще просочувалася в океан. Риболовля у водах навколо місця була заборонена, а рівень радіоактивного цезію-134 (-137) у виловленій рибі був не нижче, ніж одразу після катастрофи.
26 жовтня 2012 року TEPCO визнала, що не може зупинити потрапляння радіоактивних матеріалів в океан, хоча рівень викидів стабілізувався. Не можна відкидати існування невиявлених витоків, оскільки підвали реактора залишалися затопленими. Компанія будувала сталево-бетонну стіну довжиною 2400 футів між майданчиком станції і океаном, що сягала 30 метрів під землею, але вона ще не була закінчена раніше середини 2014 року.
22 липня 2013 року TEPCO виявила, що станція продовжує виділяти радіоактивну воду в Тихий океан, про що давно підозрювали місцеві рибалки та незалежні дослідники. Компанія TEPCO раніше заперечувала, що це відбувалося. Прем'єр-міністр Японії Сіндзо Абе наказав уряду втрутитися.
26 серпня уряд взяв на себе надзвичайні заходи, щоби запобігти подальшому витоку радіоактивної води, показуючи власну недовіру до енергокомпанії TEPCO.

## Евакуаційні заходи
11 березня влада Японії евакуювала населення із трикілометрової зони навколо Першої фукусімської АЕС. 12 березня евакуацію було поширено до 10. 14 березня зона евакуації — до двадцяти кілометрів довкола станції. Люди, які живуть на відстані від 20 до 30 кілометрів від АЕС, повинні залишатися у приміщенні. Із 20-кілометрової зони, за інформацією на 15 березня, було евакуйовано за одними даними 185 000, за іншими — 200 тисяч людей.
15 березня влада Японії заборонила польоти над зоною в радіусі 30 км від станції.

## Оцінки аварії

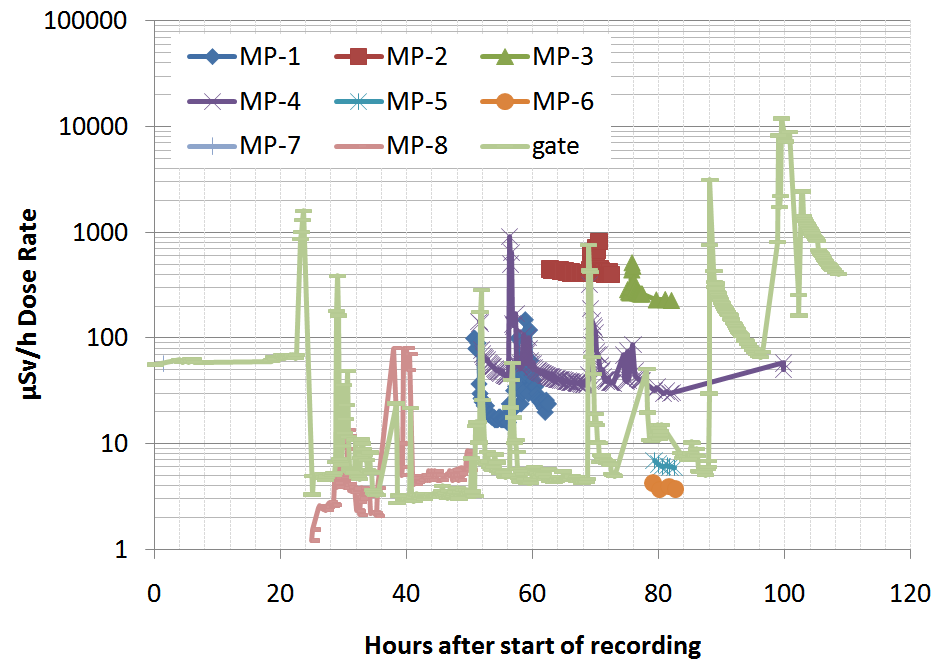
Дані по радіаційному стану впродовж аварії від Токійської енергетичної компанії

Японська влада після аварії на 1-му реакторі АЕС оголосила 4 рівень аварії, а згодом (18 березня 2011) — 5 рівень (за оцінкою NISA)  за Міжнародною шкалою ядерних подій. Проте французькі експерти вважають, що аварія досягла 6 рівня.  (ASN)).
15 березня, посилаючись на дані про вибухи і проблеми у басейні для зберігання стрижнів відпрацьованого ядерного палива, вашингтонський аналітичний центр підвищив рівень загрози з 4-го до 6-го.
За оцінками німецького фізика та медика Себастіана Пфлуґбайля, аварію на Першій фукусімській АЕС та на Чорнобильський АЕС можна порівняти, адже це події одного класу: руйнується оболонка реактора, радіоактивні ізотопи потрапляють в довкілля. За його словами, радіоактивні речовини не потраплять, на відміну від Чорнобиля, на десятикілометрову висоту і радіоактивні речовини не будуть розподілятися по всій території північної півкулі, на близько 500 кілометрів, але забруднення буде щільнішим, що буде катастрофічно для густонаселеної Японії.

## У масовій культурі
У 2014 році, на основі свідчень директора АЕС Макао Йосіди, який безпосередньо керував подоланням наслідків аварії, та ще понад 90 очевидців, журналіст Рюшо Кадота опублікував книгу "На межі: Внутрішня історія «Фукушіма-Даїчі».
1 червня 2023 року на стрімінговій платформі Netflix відбулася прем'єра серіалу «Ті дні», присвяченого подіям які розгорталися на станції у перші сім днів після землетрусу.